# KiraKira Pretty Cure A La Mode
KiraKira Pretty Cure A La Mode  ( キラキラ☆プリキュアアラモード KiraKira Purikyua A ra Modo?) es la decimocuarta temporada del anime japonés Pretty Cure, creado por Izumi Todo y producida por Toei Animation. Se estrenó el 5 de febrero del 2017, sustituyendo a Maho Girls PreCure!. Fue la primera temporada de Pretty Cure en no utilizar peleas físicas a lo largo de la historia, siendo reemplazadas por ataques mágicos comunes en el género de chicas mágicas. 

## Argumento
Ichika Usami es una estudiante de segundo año de secundaria a la que le encantan los dulces y desea trabajar en una pastelería, pero le cuesta hornear. Un día, se encuentra con un hada llamada Pekorin, quien es capaz de detectar "Kirakiraru", un elemento que reside en los dulces y que representa los sentimientos que se ponen en ellos. Sin embargo, unas hadas malvadas comienzan a robar el Kirakiraru, dejando los dulces negros y sin vida. Decidida a proteger los dulces, Ichika obtiene el poder de la Pastelería Legendaria y se transforma en una Pretty Cure, Cure Whip, para proteger al Kirakiraru. Junto con otras cinco Pretty Cures, Ichika abre una tienda de dulces móvil llamada Kirakira Patisserie y pasa sus días haciendo dulces mientras lucha contra aquellos que buscan robar a Kirakiraru y traer desgracia al mundo.

## Personajes

### Pretty Cures
Ichika Usami (ウサミイチカ Usami Ichika?) / Cure Whip (キュアホイッポ Kyua Hoippu?)
Seiyū: Karen Miyama
La protagonista de la serie. Ichika es una niña alegre y enérgica de 13 años y estudiante de segundo año de secundaria en la escuela secundaria Ichigozaka. Le encantan los dulces y los postres y desea convertirse en pastelera, pero le cuesta hornear. Su madre trabaja en el extranjero como médica y su padre, que dirige un dojo, cuida a Usami hasta que su madre regresa a casa. Aunque las habilidades para hornear de Usami no son perfectas, su pasión alimenta su determinación, permitiéndole convertirse en una Pretty Cure. Como Cure Whip, tiene una audición mejorada y puede saltar como un conejo. Usami también puede usar Kirakiraru para crear un lazo color crema rosa para atacar o agarrar a los enemigos, y luego obtiene la capacidad de usar Candy Rod para realizar un nuevo ataque, Whip Decoration. Ella es la Pretty Cure de la vivacidad y las sonrisas, y tiene un motivo de conejo y tarta de fresas. Su Animal Sweet es el Rabbit Shortcake y el color de su tema es el rosado. Se presenta diciendo:  "¡Con energía y sonrisas! ¡Vamos a mezclarlo todo! ¡Cure Whip! ¡Listo para servir!" (元気と笑顔を！レッツ・ラ・まぜまぜ！キュアホイップ！できあがり！ Genki to egao o! Rettsu ra maze ma ze! Kyuahoippu! Dekiagari!?). Tras el final de la serie se muestra que en el futuro viaja alrededor del mundo con Kirakira Patisserie para hacer sonreír a los demás con sus postres.
Himari Arisugawa (アリスガワヒマリ Arisugawa Himari?) / Cure Custard (キュアカスタド Kyua Kasutādo?)
Seiyu: Haruka Fukuhara
Una chica de 13 años y estudiante de primer año de secundaria en la escuela secundaria Ichigozaka y compañera de clase de Ichika. Himari es trabajadora y conocedora pero tímida, y es conocida por ser rápida y liviana como una ardilla. Sabe mucho sobre dulces y repostería y es conocida como la "Profesora de dulces". Como Cure Custard, tiene la capacidad de correr rápido como una ardilla y atacar con un rayo, y luego obtiene la capacidad de usar Candy Rod para realizar un nuevo ataque, Custard Illusion. Ella es la Pretty Cure de la inteligencia y el coraje y tiene un motivo de ardilla y Crème caramel. Su dulce animal es el pudín de ardilla, y el color de su tema es el amarillo. Ella se presenta diciendo "¡Con sabiduría y coraje! ¡Vamos a mezclarlo todo! ¡Cure Custard! ¡Listo para servir!" (知性と勇気を！レッツ・ラ・まぜまぜ！キュアカスタード！できあがり！ ¡Chisei a Yūki wo! Rettsu・Ra・Laberinto! Kyua Kasutādo! ¡Dekiagari!?). Tras el final de la serie se muestra que en el futuro se convirtió en una química de alimentos que trabaja con dulces y, con otros sus colegas busca para crear un pudín grande para alimentar a quienes carecen de alimentos.
Aoi Tategami (立神 あおい Tategami Aoi?) / Cure Gelato (キュアジェラート Kyua Jerāto?)
Seiyu: Tomo Muranaka
Una chica de 15 años y estudiante de tercer año de secundaria en la escuela secundaria Ichigozaka. Aoi también es compañera de escuela de Ichika y es conocida por ser entusiasta y valiente como un león. Le encanta cantar y es la vocalista principal de la banda de rock Wild Azur, y busca seguir su sueño de ser una estrella de rock, en lugar de las expectativas de su familia de convertirse en heredera de su riqueza. Como Cure Gelato, tiene la capacidad de atacar con hielo y congelar a los enemigos, así como atacar rugiendo como un león, y luego obtiene la capacidad de usar Candy Rod para realizar un nuevo ataque, Gelato Shake. Ella es la Pretty Cure de la libertad y la pasión y tiene un motivo de león y helado. Su dulce animal es el helado de león, y el color de su tema es el azul. Se presenta diciendo "¡Con libertad y pasión! ¡Vamos a mezclarlo todo! ¡Cure Gelato! ¡Listo para servir!" (自由と情熱を！レッツ・ラ・まぜまぜ！キュアジェラート！できあがり！ Jiyū a Jōnetsu wo! Rettsu・Ra・Laberinto! Kyua Jerāto! ¡Dekiagari!?). Tras el final de la serie se muestra que en el futuro se convirtió en una cantante de fama mundial, dando conciertos en varios países alrededor del mundo.
Yukari Kotozume (琴爪 ゆかり Kotozume Yukari?) ⁄ Cure Macaron (キュアマカロン Kyua Makaron?)
Seiyu: Saki Fujita
Una chica de 17 años y estudiante de segundo año de secundaria en la escuela secundaria Ichigozaka, conocida por su belleza, nobleza y ser egoísta y arrogante como un gato. Aunque inicialmente se muestra distante, con el apoyo del grupo,Yukari comienza a disfrutar más de su trabajo y de su vida. Como Cure Macaron, tiene reflejos mejorados como los de un gato y la capacidad de atacar con sus garras, y luego obtiene la capacidad de usar Candy Rod para realizar un nuevo ataque, Macaron Julienne. Ella es la Pretty Cure de la belleza y la emoción y tiene un motivo de gato y macaron, con elementos de diseño de "Musumeyaku (娘役?  "Daughter's Role") actrices de Takarazuka Revue en su diseño. Su dulce animal es el Cat Macaron y su color temático es el púrpura. Se presenta diciendo "¡Con belleza y emoción! ¡Vamos a mezclarlo todo! ¡Cura Macarrón! ¡Listo para servir! (美しさとときめきを！レッツ・ラ・まぜまぜ！キュアマカロン！できあがり！ Utsukushisa to Tokimeki wo! Rettsu・Ra・Mazemaze! Kyua Makaron! Dekiagari!?). Tras el final de la serie se muestra que en el futuro se convirtió en una mochilera que viaja alrededor del mundo.
Akira Kenjou (剣城 あきら Kenjō Akira?) / Cure Chocolat (キュアショコラ Kyua Shokora?)
Seiyu: Nanako Mori
Una chica de 17 años y estudiante de segundo año de secundaria en la escuela secundaria Ichigozaka, que tiene una apariencia juvenil y másculina, es conocida por ser amable, confiable y tener un fuerte sentido de la justicia como un perro. Akira protege a su hermana menor llamada Miku, quien tiene una enfermedad grave y se mudó al vecindario de Ichika para estar más cerca del hospital donde reside Miku. Como Cure Chocolat, tiene un sentido del olfato mejorado como el de un perro y luego obtiene la capacidad de usar Candy Rod para realizar un nuevo ataque, Chocolate Aromase, además de empuñar una espada hecha de chocolate. Ella es la Pretty Cure de la fuerza y el amor y tiene un motivo de perro y chocolate, con elementos en su diseño de un "Otokoyaku (男役 "Male Role"?) y actrices de Takarazuka Revue. Su animal dulce es el perro chocolate, y el color de su tema es el rojo. Se presenta diciendo "¡Con fuerza y amor! ¡Vamos a mezclarlo todo! ¡Cure Chocolat! ¡Listo para servir!" (強さと愛を！レッツ・ラ・まぜまぜ！キュアショコラ！できあがり！ Tsuyosa to Ai wo! Rettsu・Ra・Mazemaze! Kyua Shokora! Dekiagari!?). Tras el final de la serie se muestra que en el futuro comenzó a estudiar para convertirse en una enfermera para ayudar a sanar a personas enfermas como su hermana.
Kirarin (キラリン Kirarin?) / Ciel Kirahoshi (キラ星 シエル Kirahoshi Shieru?) / Cure Parfait (キュアパルフェ Kyua Parufe?)
Seiyū: Inori Minase
Una hada parecida a un conejo que tiene la capacidad de transformarse en humana y se vuelve estudiante de la escuela secundaria Ichigozaka. Se hizo conocida como la Genio Patissiere después de estudiar en Francia y recientemente regresó a Japón para una demostración. Más tarde se revela que ella es la hermana gemela mayor de Pikario, quien obtuvo la capacidad de transformarse en humana después de estudiar repostería durante algún tiempo, pero vuelve a su forma de hada cuando tiene hambre. Como Cure Parfait, empuña la Cinta Arcoíris, que utiliza para realizar los ataques Parfait Etoile y Un・Deux・Très Bien! Kiracle ・¡Arco iris!. Ella es la Pretty Cure de los sueños y la esperanza y tiene un motivo de pegaso y de parfait. Su Animal Sweet es el Pegasus Parfait y su color temático es el verde, pero es considerada como "arcoiris" en la mercancía oficial. Se presenta diciendo "¡Con sueños y esperanza! ¡Vamos a mezclarlo todo! ¡Cure Parfait! ¡Listo para servir!" (夢と希望を！レッツ・ラ・まぜまぜ！キュアパルフェ！できあがり！ Yume to Kibō wo! Rettsu・Ra・Laberinto! Kyua Parufé! ¡Dekiagari!?). Tras el final de la serie se muestra que en el futuro abrió una pastelería al lado de su hermano Pikario.

### Mascotas y Aliados
Pekorin (ペコリン Pekorin?)/Cure Pekorin (キュアペコリン Kyua Pekorin?)
Seiyu: Mika Kanai
Un hada con forma de cachorro, gordita y mimada, que ama los dulces y reside en el Monte Ichigo. El color de sus orejas cambia según sus emociones, volviéndose rosadas cuando está feliz y azules cuando está triste. Más adelante en la serie, ella gana la capacidad de convertirse en humana, y durante la batalla final, después de que las Cures pierden su Kirakiraru, ella misma se convierte en una Cure después de obtener su propio Sweets Pact y Animal Sweet. Como Cure Pekorin, ataca disparando proyectiles en forma de crema usando el Candy Rod, que luego explotan. Ella es la Pretty Cure del sabor y los destellos, y tiene un motivo de cordero y donas. Su Animal Sweet es el Pekorin Donut y su color temático es el rosa. Ella se presenta diciendo "¡Con hambre y destellos! ¡Vamos a mezclarlo todo! ¡Cure Pekorin! ¡Listo para servir!" (コリン！できあがり！  Pekopeko a Kirakira ¡wo! Rettsu・Ra・Laberinto! ¡Kyua Pekorin! ¡Dekiagari!?). Al final abre la Peko Patisserie al lado del Anciano.
El Anciano (長老 Chōrō?)
Seiyu: Yū Mizushima
Un hada anciano parecido a una cabra que reside en el Monte Ichigo y se convirtió en un espíritu después de la explosión allí. Él confía a las Cures la protección de Kirakiraru y la gestión de la pastelería Kirakira. También puede asumir una forma humana que se parece a un anciano y actúa como propietario de la pastelería.
Yapapa (ヤパパ?), Poponun (ポポヌン?), Mahanya (マハニャ?) & Danidani (ダニーダニ Danīdanī?)
Seiyu: Rie Hikisaka (Yappa), Momo Ishibashi (Poponun) , Shin Matsushige (Mahanday) & Miina Obata (DaniDani)
Hadas que viven en el Monte Ichigo y admiran a las Pretty Cures. Se dispersaron tras la explosión en el Monte Ichigo, pero se reunieron gracias a los esfuerzos del Anciano.
Lumière (ルミエル Rumieru?) / Cure Lumière (キュアルミエル Kuya Rumieru?)
Seiyu: Kiyono Yasuno
Una pastelera legendaria que las Cures encuentran en el pasado y que se revela como una antigua Pretty Cure que luchó contra Noir hace un siglo. Más tarde le otorga a  las Pretty Cure su poder en la forma de Kirakiraru Creamer. Posteriormente , Elysio los absorbe a ella y a Noir en cartas para usar sus poderes, pero luego es liberada reencarna junto a Noir. Al final, Ichika se encuentra con una niña que parece ser su reencarnación.
Cristal animal conejo rosa.
Cristal de Ichika.
Cristal animal ardilla amarilla.
Cristal de Hinari.
Cristal animal león azul
Cristal de Aoi.
Cristal animal gato púrpura
Cristal de Yukari.
Cristal animal perro rojo
Cristal de Akira.
Cristal animal pegaso verde
Cristal de Ciel/Kirarin.

### Villanos
Esta es la segunda temporada en mostrar dos grupos de villanos, el primero actuando como un grupo conocidos como los Ladrones del Kirakiraru y el segundo siendo villanos independientes, todos manipulados por los villanos principales de la serie Elisio y Noir. A pesar de no tener un nombre oficial, en el manga el segundo grupo de villanos es llamado como su líder, Noir.

#### Noir
Noir (ノワール Nowāru?) (nombre no oficial) son los villanos principales de la serie, apareciendo oficialmente desde la derrota de los Ladrones del Kirararu, a quienes habían corrompido. Son un grupo de villanos que buscan corromper la energía Kirara en el corazón de las personas, volviéndolas egoístas, situación en la que se encuentran la mayor parte de sus miembros, cuyos corazones fueron corrompidos por su líder Noir.
Elisio (エリシオ Erishio?)
Seiyu: Daisuke Hirakawa
El verdadero antagonista principal de la serie, luego de traicionar a su líder, Noir. Es un hombre carismático de pelo gris largo y nihilista que sirve como recipiente de Noir, ya que nació cuando Noir lo creó y le infundió en su cuerpo el Kirakiraru del cupcake de Cure Lumière. Elisio se considera así mismo como un caparazón hueco. Lleva cartas del tarot que usa de varias maneras, incluida la absorción de Kirakiraru, la fabricación de armas y como método de control mental. También los usa en su hechizo Noir Miroir para convertir un objeto en un Card Monster (カードモンスター Kādo Monsutā?) que da a los demás villanos. Después de sellar a Grave y Diable en cartas, usa su poder para asumir diferentes apariencias para luchar contra las Cures. Mientras permite que Noir lo posea para luchar contra las Cures, Elisio considera que sus motivos son ridículos y los sella a él y a Lumière en cartas, usando sus poderes para convertir a Ichigozaka en un lugar sin emociones y borrando los recuerdos y las emociones de las Cures, siendo su objetivo crear un mundo de orden sin emociones a las que considera peligrosas. Después de que las Cures vuelven a despertar su poder y lo confrontan en la pelea final, Elisio las succiona a ellas y al planeta Tierra hacia su cuerpo como último recurso para ganar. Sin embargo, las Cures le hacen ver que tiene corazón y lo convencen de que las ayude a restaurar el mundo, después de lo cual renuncia a las cartas de Noir y Lumière, permitiendo que ambos renazcan, antes de irse a conocer el mundo.
Noir (ノワール Nowāru?)
Seiyu: Yoku Shioya, Minori Suzuki (niño renacido)
El antagonista secundario de la historia y líder del grupo del mismo nombre, presentado primero como el antagonista primario. Originalmente un soldado de Ichigozoka cien años atrás, fue rescatado por Cure Lumière, por quien aparentemente desarrolló un amor obsesivo e infantil hacia ella y sus postres curativos. Noir le exigió a Lumière que horneara sólo para él, ya que él no podía hacer dulces y no deseaba que ella hiciera dulces para nadie más que el. Cuando ella se negó, queriendo hacer dulces para todos, él juró cubrir a Ichigozaka en la oscuridad, volviéndose un ser oscuro. Noir tiene el poder de manchar el Kirakiraru del corazón de una persona y convertirlo en objetos utilizados para tomar el Kirakiraru de otros, corrompiendo así a varias hadas para que siguieran sus órdenes, y creando posteriormente a Elysio, quien nació cuando Noir infundió en su cuerpo el Kirakiraru del cupcake de Lumière, cuando tuvo que enfrentarse a las Cures. Sin embargo, después de que se revela el pasado de Noir, Elysio lo traiciona y revela sus verdaderos planes, convirtiéndolo a él y a Lumière en cartas, pero Noir luego es liberado y reenace junto a Lumière. Al final, Ichika se encuentra con un niño que parece ser la reencarnación de Noir.
Diable (ディアブル Diaburu?)
Seiyu: Tomomichi Nishimura
Un espíritu lobo sombra que era un viejo aliado de Noir antes de que Lumière lo derrotara, y ahora busca reunir suficientes Kirakiraru para revivir por completo a Noir. Tras varias derrotas, asume su verdadera forma y lucha contra las Cures, pero es derrotado y absorbido por el auto de Grave. Tras la derrota de Grave, Elysio convierte la esencia de Diable en una carta como hizo con Noir y Lumiere tras revelarse como el verdadero villao. Tras la derrota de Elysio Diable al igual que Noir y Lumiere renace, mostrando cuando al final, Ichika se encuentra con un perro cachorro que parece ser Diable reencarnado.
Grave (グレイブ Gureibu?)
Seiyu: Hisao Egawa
Un hombre feroz y hambriento de poder de pelo amarillo que posee un auto morado que puede absorber Kirakiraru. Una vez fue un humano que trabajaba como hombre de negocios y luchaba contra otros para ganar dinero y poder. Pronto, la gente empezó a odiarlo y conoció a Noir, quien lo reclutó dentro de su alianza de villanos. Tiene la capacidad de crear muñecos de arcilla llamados Nendo Monsters que puede convertir en monstruos usando el Kirakiraru que absorbe con. su auto. Más tarde absorbe la esencia de Diable en su auto, transformándolo en un modelo más fuerte llamado Diable Custom (ディアブル カスタム Diaburu Kasutamu?). Luego ataca a Ichigozaka transformando a sus residentes en Nendos, luego fusionándose con su auto para luchar contra las Cures hasta que lo derrotan usando el poder del Sweets Castle, después de lo cual Elysio lo convierte en una carta. Es revivido bajo el control de Elysio después de que este convierte a Ichigozaka en su dominio, ahora vestido con atuendo militar y con la tarea de eliminar a cualquier Kirakiraru que se manifieste para mantener el orden ideal de Elysio y evitar que las Cures recuperen sus recuerdos. Sin embargo, después de que Pekorin se convierte en Cure Pekorin, ella lo derrota y restaura los recuerdos de los Cures. Tras la derrota de Elysio, Grave recupera sus memorias y va a vivir a Ichigozaka junto a Bibury.
Bibury (ビブリー Biburī?)
Seiyu: Chiemi Chiba
Una chica de estilo lolita de pelo verde que originalmente era una huérfana solitaria hasta que Noir la reclutó, extrajo su Kirakiraru y lo corrompió en una muñeca absorbente de Kirakiraru llamada Iru (イル Iru?) que carga consigo. Después de la derrota de Julio, Bibury se da a conocer por primera vez difundiendo rumores en un esfuerzo por sabotear la pastelería Kirakira. Iru sirve como su ejecutora después de absorber suficiente Kirakiraru para aumentar de tamaño, y Bibury puede fusionarse con él para aumentar su poder. Cuando Bibury se enfrenta a las Cures en un último intento por redimirse, es enviada al pasado de Ichigozaka con ellas y descubre que Noir diseñó su soledad para reclutarla. Luego, Iru absorbe con fuerza a un Bibury en conflicto para atacar a las Cures, quienes lo derrotan y hacen que se disuelva nuevamente en Kirakiraru, liberando a Bibury del control de Noir. Más tarde, tras el final de la serie, Bibury comienza a trabajar en la pastelería de Ciel y Rio, apoyando a las Cures.
Julio (ジュリオ Jurio?) / Pikario (ピカリオ Pikario?) / Rio Kuroki (黒樹 リオ Kuroki Rio?)
Seiyu: Junko Minagawa
Un hada parecida a un conejo que es el hermano gemelo menor de Kirarin/Ciel. Cayó en depresión porque no podía igualar las habilidades de su gemela y, como resultado, llegó a odiar los dulces. Poco después, Noir tomó el Kirakiraru del corazón de Pikario y lo transformó en Julio, provocando que tomase una forma humana oscura y que todos los dulces que hiciera a partir de ese momento quedaran manchados de oscuridad. Él fue responsable de crear a los Ladrones de Kirakiraru bajo las órdenes de Noir y que estas hadas se volvieran malvados al darles cinturones corruptos. Tiene la capacidad de robar Kirakiraru para transformar su vara dependiendo del dulce del que se originó el Kirakiraru. Julio asume la identidad del estudiante transferido Rio Kuroki para espiar a las Cures como compañero de clase de Ichika. Descubre las identidades de las Cures durante su segundo enfrentamiento, pero queda expuesto después de que Yukari descubre que ha estado recopilando información sobre las Cures. Después de robar el Kirakiraru de Ichika, provocando que ella caiga en desesperación, transforma su vara en una réplica oscura del Candy Rod y casi derrota a las Cures hasta que Ichika se recupera y regresa para ayudarlas. Juntas, las cinco Cure en ese momento le rompen la máscara y la vara, y Cure Whip le ofrece ir con ellas, pero él se niega y se va. Más tarde lucha contra las Cures nuevamente, durante lo cual Kirarin/Ciel descubre que es su hermano, Julio es purificado y regresa a su forma de Pikario. Más tarde, se sacrifica para proteger a Ciel de Noir y permitirle completar su parfait y convertirse en la 6.ª Cure. Él también le da su vara, que se transforma en el Rainbow Ribbon. Finalmente se recupera en el santuario y luego regresa para ayudar a las Cures a luchar contra Grave. Al final de la historia abre una tienda de repostería al lado de Ciel ambos en sus formas humanas.
Card Monsters (カードモンスター Kādo Monsutā?)
Seiyu: Shunichi Maki
Los Monstruos de cartas creados por Elysio y a quienes entrega para pelear contra las Cure, del mismo modo que Grave crea sus propios monstruos.
Nendo Monsters (ネンドモンスター Nendo Monsutā?)
Seiyu: Shunichi Maki
Monstruos Creados por Grave con energía corrupta KiraKirau para pelear contra las Pretty Cure.

#### Ladrones Kirakiraru
Los Ladrones Kirakiraru (キラキラルをうばう存在 Kirakiraru o Ubau Sonzai?), son los antagonistas del principio de la historia, un grupo de 10 hadas corruptas por Julio bajo las órdenes de Noir, quienes buscan ayudarle en el robo del Kirakiraru, siendo unidas por Julio en un solo monstruo y siendo purificados de la influencia negativa que Julio y Noir implantaron en sus corazones por las Pretty Cure, ayudando posteriormente a las hadas del monte Ichigo.
Gummy (ガミー Gamī?)
Seiyu: Yūji Ueda
Una hada lagarto temperamental de color púrpura, quien actúa como la líder del grupo.
Pulupulu (プルプル Purupuru?)
Seiyu: Taketora
Un hada astuta con forma de rana amarilla que apunta al Kirakiraru en los pudines. Casi derrota a Cure Whip antes de que Himari se convierta en Cure Custard y la ayude a derrotarlo. La parte de su cuerpo en su forma más grande está hecha de pudín.
Hot (ホットー Hottō?)
Seiyu: Atsushi Imaruoka
Un hada roja parecida a una comadreja de sangre caliente pero tranquila que apunta al Kirakiraru en helado. Él lucha contra Cure Whip y Cure Custard hasta que Aoi se convierte en Cure Gelato y los ayuda a derrotarlo. La parte de su cuerpo en su forma más grande está hecha de helado.
Choucrea (シュックリー Shukkurī?)
Seiyu: Taketora
Un hada perezosa y codiciosa con forma de pato negro que apunta al Kirakiraru en bollos de crema. Intenta robar el Kirakiraru de los bollos de crema que hicieron las Cures, pero finalmente es derrotado gracias a sus trabajo de equipo. En su forma más grande, la parte de su cuerpo son bollos de crema y tiene la capacidad de atacar girando.
Maquillon (マキャロンヌ Makyaronnu?)
Seiyu: Eriko Kawasaki
Es un hada verde cruel y mimada con forma de muñeca que usa un collar y apunta al Kirakiraru en macarons. Ella lucha contra los Cures, pero Yukari la derrota después de convertirse en Cure Macaron. En su forma más grande, la parte de su cuerpo son macarrones y puede usar su lengua para atacar.
Fueru (フエール Fuēru?)
Seiyu: Taketora
Un hada extrovertida parecida a un mono amarillo que apunta al Kirakiraru en donas. Utiliza sus poderes de duplicación contra Cure Whip, pero es derrotado por la fuerza combinada de los Cures. En su forma más grande, la parte de su cuerpo son donas y la dona flotante que lleva se vuelve rojiza.
Spongen (スポンジン Suponjin?)
Seiyu: Atsushi Imaruoka
Un hada orgullosa con forma de fideos marrones y apariencia demoníaca que apunta al Kirakiraru en bizcochos. Toma Kirakiraru del pastel de Emiru y casi derrota a los Cures hasta que unen sus fuerzas para derrotarlo. La parte de su cuerpo en su forma más grande son bizcochos, y en esta forma puede atacar usando sus brazos como látigos.
Bitard (ビタード Bitādo?)
Seiyu: Atsushi Imaruoka
Un obstinado hada marrón parecida a un pterodáctilo que apunta al Kirakiraru en chocolates. Él logra tomar a Kirakiraru del chocolate de Akira, pero ella lo derrota después de convertirse en Cure Chocolat. Durante su segundo encuentro, derrota fácilmente a los otros Cures hasta que Akira lo derrota. La parte de su cuerpo en su forma más grande es el chocolate.
Cookacookie (クッカクッキー Kukkakukkī?)
Seiyu: Taketora
Es un hada fuerte con forma de perro marrón que apunta al Kirakiraru en galletas. Apunta a la galleta Panda de Tatsumi hasta que las Cures intervienen y lo derrotan. En su forma más grande, la parte de su cuerpo son galletas y tiene muchas formas en todo el cuerpo, como corazones, estrellas, diamantes y círculos.
Tarton (タルトーン Tarutton?)
Seiyu: Eriko Kawasaki
Es una hada elegante hada con forma de hongo de color marrón oscuro que apunta al Kirakiraru en tartas. Ella apunta a la tarta de frutas Hedgehog hasta que las Cures intervienen y la derrotan. En su forma más grande, la parte de su cuerpo es tarta y puede atacar girando.

### Familias de las Cure
Genichiro Usami (宇佐美 源一郎 Usami Genichirō?)
Seiyu: Kenjirō Tsuda
El padre de Ichika, que dirige un dojo familiar. Es experto en artes marciales y conoce bien los sentimientos de su hija.
Satomi Usami (宇佐美 さとみ Usami Satomi?)
Seiyu: Yuriko Yamaguchi
La madre de Ichika, que trabaja como médica en el extranjero pero que a menudo regresa a Japón para darle a Ichika dulces que le compra.
Raiou Tategami (立神雷桜 Tategami Raiō?)
Seiyu: Tetsuo Komura
El padre de Aoi y el presidente del Tategami Konzern. Tategami espera que Aoi respete su estatus social y se haga cargo del negocio cuando sea mayor. Sin embargo, después de asistir a uno de los conciertos de Wild Azur y ver su sueño de seguir una carrera como cantante de rock, decide confiar el futuro de su grupo financiero a Mizushima.
Aiko Tategami (立神 藍子 Tategami Aiko?)
Seiyu: Eiko Nakamura
La madre de Aoi. Después de asistir a un concierto de Wild Azur, ella y Raiou acuerdan confiar el liderazgo del grupo financiero familiar a Mizushima y permitir que Aoi sea cantante de rock.
Shino Kotozume (琴爪 しの Kotozume Shino?)
Seiyu: Yuri Amano
La abuela de Yukari, quien cuida de ella.
Tomi Kenjo (剣城 トミ Kenjō Tomi?)
Seiyu: Kiyoko Miyazawa
La abuela de Akira, quien cuida de ella y su hermana Miku.
Miku Kenjo (剣城 みく Kenjō Miku?)
Seiyuu: Kaede Hondo
La hermana menor de Akira, que está hospitalizada por una enfermedad desconocida.

### Otros Personajes
Junko Mitsuoka (光岡 じゅんこ Mitsuoka Junko?), Risa Kagurazaka (神楽坂 りさ Kagurazaka Risa?), Wataru Izumi (和泉 わたる Izumi Wataru?) & Hiroki Nakano (中野 ひろき Nakano Hiroki?)
Seiyus: Rie Hikisaka (Junko), Ayano Shibuya (Risa), Takaaki Kojima (Wataru) & Makoto Kaneko (Hiroki)
Las compañeras de clase de Ichika y las demás Cure en la escuela secundaria Ichigozaka. Junko es relajada, Risa es brillante y alegre, Wataru es buena en los deportes y Hiroki es un alegre.
Ayane Misaki (岬 あやね Misaki Ayane?)
Seiyu: Machico
La ídola e inspiración de Aoi. Una cantante de una banda de rock llamada Ganache.

### Personajes Exclusivos de la Película
Jean-Pierre Zylberstein (ジャン＝ピエール・ジルベルスタイン Jan Piēru Jiruberusutain?)
Seiyu: Matsuya Onoe
Maestro de postres de Ciel que vivi en Paris. En la película es manipulado y controlado por Cook, pero es rescatado por las Pretty Cures. Posteriormente hace un cameo en el episodio 22 del anime.
Cook (クック Kukku?)
Seiyu: Aoi Yūki
La principal antagonista de la historia, una pastelera en forma de una niña que manipula a Jean-Pierre para crear el postre definitivo. Al final de la historia muere y reencarna como una niña pura.

### Personajes Exclusivos de Pretty Cure Dream Stars!
Sakura (サクラ Sakura?)
Seiyu: Kana Asumi
Una misteriosa chica del mundo de Sakuragahara que posee el Miracle Sakulight y busca las Pretty Cures para ayudarla a derrotar a Karasutengu y salvar a Shizuku y Sakuragahara.
Karasu Tengu (鴉天狗 Karasu Tengu?)
Seiyu: Ryota Yamasato
El antagonista de Pretty Cure Dream Stars!. Un ser malvado en forma de cuervo que atacó Sakuragahara para robar sus cosas hermosas para sí mismo y obtener el poder de Sakura para viajar a otros mundos. Tiene habilidades de control mental.
Akainu (赤狗?) y Kiinu (黄狗?)
Seiyus: Tomohiro Sekimachi (Akainu) y Jin Tadokoro (Kiinu)
Dos perros Shisa que sirven a Karasu Tengu y pueden fusionarse en Oinu, un perro Shisa morado.